# Strange Days
Strange Days este al doilea album lansat de trupa americanǎ de rock The Doors. Albumul a fost un succes comercial câștigând un Disc de Aur și ajungând pânǎ pe locul 3 în Billboard 200. Cu toate acestea producǎtorul Paul Rothchild l-a considerat un eșec comercial, deși a fost un triumf artistic: "Cu toții am crezut cǎ a fost cel mai bun album. Dar a fost și albumul cu cele mai slabe vânzǎri. Eram conștienți cǎ o sǎ fie ceva mai mare decât orice lansase The Beatles. Dar nu a fost single. Discul „ne-a murit în brațe”. Albumul a reușit sǎ aibǎ douǎ hituri în Top 30.

## Tracklist
1. "Strange Days" (3:11)
2. "You're Lost Little Girl" (3:03)
3. "Love Me Two Times" (3:18)
4. "Unhappy Girl" (2:02)
5. "Horse Latitudes" (1:37)
6. "Moonlight Drive" (3:05)
7. "People Are Strange" (2:13)
8. "My Eyes Have Seen You" (2:32)
9. "I Can See Your Face in My Mind" (3:26)
10. "When The Music's Over" (10:58)

- Toate cântecele au fost scrise de Jim Morrison, Robby Krieger, Ray Manzarek și John Densmore

## Single-uri
- "Love Me Two Times" (1967)
- "Moonlight Drive" (1967)
- "People Are Strange" (1967)
- "Unhappy Girl" (1967)

## Componențǎ
- Jim Morrison - voce
- Ray Manzarek - claviaturi, marimbafon, claviaturi-bas
- Robby Krieger - chitǎri
- John Densmore - tobe